# Administration publique centrale québécoise
L’administration publique centrale du Québec (ou les administrations publiques centrales) regroupe l’ensemble formé par :
- l’État, au sens strict, à savoir :
  - le pouvoir exécutif, soit le gouvernement, qui comprend le lieutenant-gouverneur et le Conseil exécutif, ainsi que ses divisions administratives, les ministères ;
  - le pouvoir législatif, soit le Parlement, qui comprend le lieutenant-gouverneur et l'Assemblée nationale, et ;
  - le pouvoir judiciaire, soit les tribunaux du Québec, ainsi que ;
- les organismes divers d'administration centrale.

## Les autorités de l'exécutif
Il s'agit du Lieutenant-gouverneur du Québec, du Gouvernement du Québec et des ministères du Québec.

## Les services centraux
Il existe divers services centraux. Les services rattachés au premier ministre ont une compétence générale. À titre de ministre du Conseil exécutif, celui-ci coordonne les autres services ministériels qui concernent quant à eux un domaine précis. Il préside alors le Conseil exécutif (communément, le Conseil des ministres).

## Les services déconcentrés
Les administrations publiques centrales ont pour mission le pilotage des services déconcentrés. Elles peuvent également diriger l'activité d'organismes divers d'administration centrale, dont la Régie de l'énergie.

## L'administration consultative
(19 janvier 2018).
Améliorez-le ou discutez des points à vérifier. 
À côté de l'administration centrale qui a un pouvoir de décision, il existe un organe consultatif qui a pour but d'éclairer l'administration centrale en émettant des avis. Les pouvoirs historiques de la Cour d'appel prévoient qu'elle peut être consultée sur les projets de loi, décret, arrêté ministériel et règlement. Ceux-ci sont des actes qui émanent respectivement de l'Assemblée nationale, du Conseil exécutif, d'un ministre et d'une personne morale de droit public autre que les organes directeurs de l'État.
D'autres organes jouent un rôle consultatif : par exemple, dans le domaine culturel, le Conseil des arts et des lettres et le Conseil supérieur de la langue française émettent régulièrement des avis.

## Les autorités administratives indépendantes
Si elles ne sont pas soumises au pouvoir hiérarchique ministériel, certaines autorités administratives indépendantes sont incluses dans le périmètre comptable de l'administration publique centrale, leurs crédits de fonctionnement étant inscrit au budget général. Elles peuvent également être des organismes divers d'administration centrale, généralement des établissements publics, à l'image de l'Autorité des marchés financiers.